# Anne Brigman
 (juillet 2025).
Si vous disposez d'ouvrages ou d'articles de référence ou si vous connaissez des sites web de qualité traitant du thème abordé ici, merci de compléter l'article en donnant les références utiles à sa vérifiabilité et en les liant à la section « Notes et références ».
Anne Wardrope (Nott) Brigman (Hawai, 3 décembre 1869 - Californie, 8 février 1950) est une photographe américaine, une des membres fondateurs du mouvement Photo-Secession.
Ses photographies les plus connues sont des nus de femmes pris entre 1900 et 1920.

## Biographie

### Jeunesse et formation
Anne Nott naît le 3 décembre 1869 sur le Nuʻuanu Pali (en) au-dessus d'Honolulu, Hawaii. Elle est l'aînée des huit enfants de Mary Ellen Andrews Nott et Samuel Nott. Les parents de sa mère sont des missionnaires arrivés à Hawaii en 1828. Son père a immigré de Gloucester en Angleterre. Alors qu'elle a seize ans, la famille déménage à Los Gatos en Californie.

### Carrière professionnelle
Elle est active dans la communauté bohémienne de la baie de San Francisco et devient une amie proche de l'écrivain Jack London et du poète et naturaliste Charles Keeler (en). Elle débute la photographie en 1901. Sa première exposition a lieu en janvier 1902 avec d'autres membres du Club Photo de Californie lors du Deuxième Salon de Photo au Mark Hopkins Institute of Art. Son Portrait of Mr. Morrow est remarqué par la presse et reproduit dans le mensuel Camera Craft (en). Ce journal fera l'éloge de ses photos au Salon de Los Angeles de 1902 et publiera son travail pendant la décennie suivante. En moins de deux ans, elle acquiert une réputation de maître en photographie picturale. Elle utilise alors une chambre noire partagée, une ancienne grange convertie, située rue Brockhurst d'Oakland.
La carrière de Brigman prend rapidement de l'ampleur. Après son succès lors du Troisième Salon Photo de San Francisco en 1903, elle ouvre une école de photographie près de Berkeley qui attire nombreux universitaires. Ses études allégoriques paraissent dans le Photograms of the Year et ses portraits de célébrités californiennes, comme celui de Herman Whitaker (en), sont imprimés dans deux numéros du magazine Sunset. Ses expositions sont largement relayées dans la presse entre 1904 et 1908. Durant cette période, elle expose, par exemple, lors des Quatrième et Cinquième Expositions Annuelles du Fonds pour les Arts d'Oakland, sponsorisées par la Starr King School for the Ministry (en), de la Première et Seconde Annuelle de l'Association pour les Arts de Berkley; lors de l'Exposition du Comté d'Alameda à l'Idora Park (en) de Oakland ; de celle de l'Ebell Clubhouse d'Oakland et à la Gallerie d'Art Del Monte à Monterey. Elle organisera également des expositions personnelles dans les galeries Vickery, Atkins & Torrey (en)ou Paul Elder à San Francisco ainsi que dans l'Oakland Club Room ou le Palette, Lyre and Pen Club d'Oakland.
Brigman donne régulièrement des conférences, notamment en octobre 1906, lors d'un événement très fréquenté organisé par le Berkeley’s Town and Gown Club durant lequel elle présente sa philosophie sur l'Art de la Photographie. Sa popularité se confirme en 1907 quand Emily J. Hamilton lui consacre un article d'une page entière dans le San Francisco Call intitulé « Lens Studies of a Photo-Secessionist ». La même année, elle réalise huit illustrations pour le poème de William E. Henley, I Am the Captain of My Soul. Ses « thés d’artistes » à Oakland et Berkeley attirent peintres, lettrés et acteurs de la région. On rencontre également les photographes locaux les plus importants : Oscar Maurer (en), Laura Adams Armer, Emily Pitchford (en), Adelaide Hanscom Leeson (en) et Oscar V. Lange (en). Sa popularité se ternit lorsque sa célèbre étude d'un nu féminin non drapé, Soul of the Blasted Pine, est critiquée puis retirée de l'exposition d'Idora Park en 1908, les organisateurs y voyant une photographie vulgaire d'une « dame décharnée ».

#### Reconnaissance nationale
Anne Brigman acquiert rapidement une reconnaissance hors de Californie. Fin 1902, elle tombe sur une copie de Camera Work et est captivée par les images et les écrits d'Alfred Stieglitz. Elle lui écrit, le félicitant pour le journal. Elle devient membre, en 1903, puis associée, en 1908, du mouvement fondé par Stieglitz, Photo-sécession. Elle est la seule photographe à l'ouest du Mississippi à être élevée à ce statut. De 1903 à 1908, il expose ses photographies de nombreuses fois et les imprime dans trois numéros de Camera Work. Au cours de cette même période, elle expose et correspond souvent sous le nom de « Annie Brigman », mais en 1911, elle abandonne le « i » et est désormais connue sous le nom de «Anne». En 1908, le Secession Club organise une exposition spéciale de ses photographies à New York.
Le Carnegie Institute de Pittsburgh et la Corcoran Art Gallery de Washington organisent en 1904 des expositions individuelles de son travail. En 1905, sa photo intitulée The Vigil est exposée au Salon de Londres. Elle est élue membre du The Linked Ring (en) un mouvement de photographes d'art britanniques et expose deux "estampes dramatiquement poétiques" lors du salon de 1908. Sa photographie intitulée The Kodak – A Decorative Study est primée et sélectionnée pour la couverture du catalogue Kodak de 1908 et The Moon Moon Cave, ainsi que nombre de ses autres photos, sont présentées à la quatrième exposition annuelle de photographies du Worcester Art Museum. En 1909, elle remporte une médaille d'or à Alaska–Yukon–Pacific Exposition (en) ainsi que des prix en Europe,. Elle continue à exposer pendant de nombreuses années et participe à l'exposition internationale historique à la Galerie d'art Albright-Knox à Buffalo dans l'Etat de New York en 1911.
En juin 1913, Anne Brigman est interviewée par le San Francisco Call et s'exprime sur la libération des femmes dans une société dominée par les hommes. En septembre, elle crée l'illustration de la page de couverture de West Winds, le premier livre publié par le California Writers’ Club, également illustré par Maynard Dixon, Alice Best, George Kegg et Perham Wilhelm Nahl (en). En 1915, elle travaille avec Francis Bruguiere pour la Panama Pacific International Exposition. En août 1921, elle expose à la Gump’s Gallery de San Francisco et deux mois plus tard participe au premier salon photographique annuel d'Oakland. Au printemps 1922, elle organise une exposition dans son studio de Oakland pour huit photographes. Entre 1923 et 1926, elle présente ses "imaginative nudes" à l'Exposition Internationale de la Pictorial Photographic Society de San Francisco au Palace of Fine Arts et au Palace of the Legion of Honor. Dans son article pour le Berkeley Daily Gazette, l'artiste Jennie V. Cannon (en) écrit : “l'individualité du travail ressort aussi remarquablement qu'en peinture, sculpture et eaux-fortes".
En dehors de la photographie, Anne Brigman joue Sybil of Nepenthe dans deux représentations d'une pièce de Charles Keeler (en), déclame de la poésie (ses propres écrits ou des pièces plus populaires comme Enoch Arden) et sera même juge pour un concours de beauté pour bébés,.
Admiratrice du travail de George Wharton James, elle le photographie à au moins une occasion.
Entre 1908 et 1920, Anne Brigman part régulièrement en vacances à Carmel-by-the-Sea, où elle expose ses photos dans plusieurs salons de bord de mer. Elle commence à étudier la gravure à Carmel auprès de James Blanding Sloan (en)  et expose ses estampes « de design et de sensation » en avril 1925 avec d'autres étudiants de Sloan à la League of Fine Arts de Berkeley et au City of Paris Galleries à San Francisco. En août 1926, ses photos sont présentées avec les gravures sur bloc de William S. Rice (en) dans une exposition à la galerie Morcom à Oakland; puis, en mars, à la Fine Arts Society de San Diego. Au cours de l'été 1928, elle fait le premier de plusieurs longs voyages à Covina, dans le sud de la Californie. En mars suivant, elle soumet la photographie Figures in a somber dance à l'Exposition d'art de la danse à la San Francisco's East-West Gallery.
En 1929, elle déménage à Long Beach, en Californie, où elle vit seule dans plusieurs appartements successifs près de l'océan. Elle trouve l'inspiration le long des rivages du Pacifique et tient une grande exposition personnelle à la galerie Bothwell et Cooke en janvier 1936. En 1940, elle vit à Los Angeles et exerce la profession d '«écrivaine». En moins de trois ans, Brigman est revenu à Long Beach, où elle est membre de la Poets’ Guild et de la Writers’s Market League où elle fait une lecture de Deepwater Ships that Pass.
Sa vue déclinante l'oblige à abandonner la photographie freelance en 1930 même si elle continue la photographie jusque dans les années 1940. Son travail évolue d'un style purement pictorial vers celui de la photographie pure. Ses dernières photos en gros plans de plages de sable et de végétation sont presque des abstractions en noir et blanc. Au milieu des années 1930, elle commence à prendre des cours de création littéraire puis se met à écrire de la poésie. Encouragée par son professeur d'écriture, elle rassemble ses poèmes et photographies dans un livre intitulé Songs of a Pagan. Elle trouve un éditeur en 1941, mais la Seconde Guerre mondiale retarde la publication à 1949, une année avant sa mort.

### Vie privée
En 1894, elle épouse le capitaine de bateau Martin Brigman. Elle accompagne son mari lors de plusieurs voyages dans les Mers du Sud, retournant à Hawaii au moins une fois. Imogen Cunningham raconte que lors d'un ces voyages, Anne Brigman se blesse gravement et qu'un de ses seins doit être amputé. Cette information ne sera jamais confirmée par l'intéressée mais dès 1900, Brigman arrête de voyager avec son mari et s'installe à Oakland dans l'Etat de la Californie.
Le couple se sépare avant 1910 et Anne Brigman s'installe dans une petite maison sur la Trente-deuxième rue avec son chien, Rory, une douzaine d'oiseaux et avec sa mère, occasionnellement.
Anne Brigman meurt à l'âge de 80 ans, le 8 février 1950, dans la maison de sa sœur à El Monte, Californie.

## Œuvre photographique
Les photos de Brigman sont essentiellement des nus féminins, spectaculairement disposés dans des paysages naturels. La majorité de ses photos ont été prises dans la Sierra Nevada dans des lieux soigneusement sélectionnés, mettant en scène les modèles dans des pauses élaborées. Brigman est souvent le sujet de ses propres photos comme dans Soul of the Blasted Pine pour lequel elle reçoit la médaille d'argent de la Birmingham Photographic Society. Elle utilise également sa sœur comme modèle. Ses négatifs sont abondamment retravaillés à la peinture, au crayon ou en surimposition.
Ses images résolument contre-culturelles suggèrent la bohème, la libération de la femme et le paganisme. Son travail défie les conventions et les normes culturelles de l'Establishment. L'intensité émotionnelle brute et la force barbare de ses photos contraste avec le travail méticuleux et composé de ses contemporains comme le photographe Alfred Stieglitz.[Quoi ?]

## Galerie

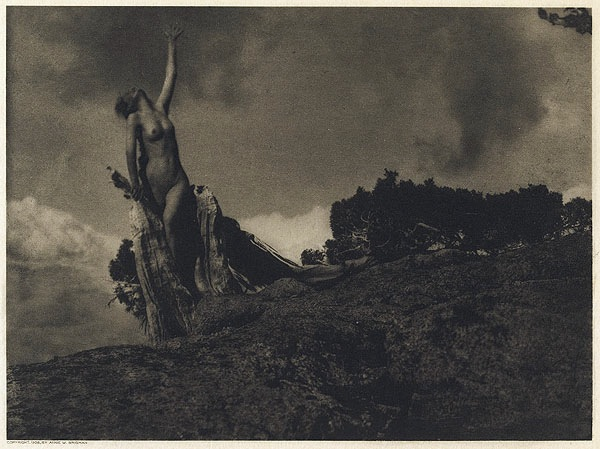
Soul of the Blasted Pine (1909) - Yale Visual Resources Collection
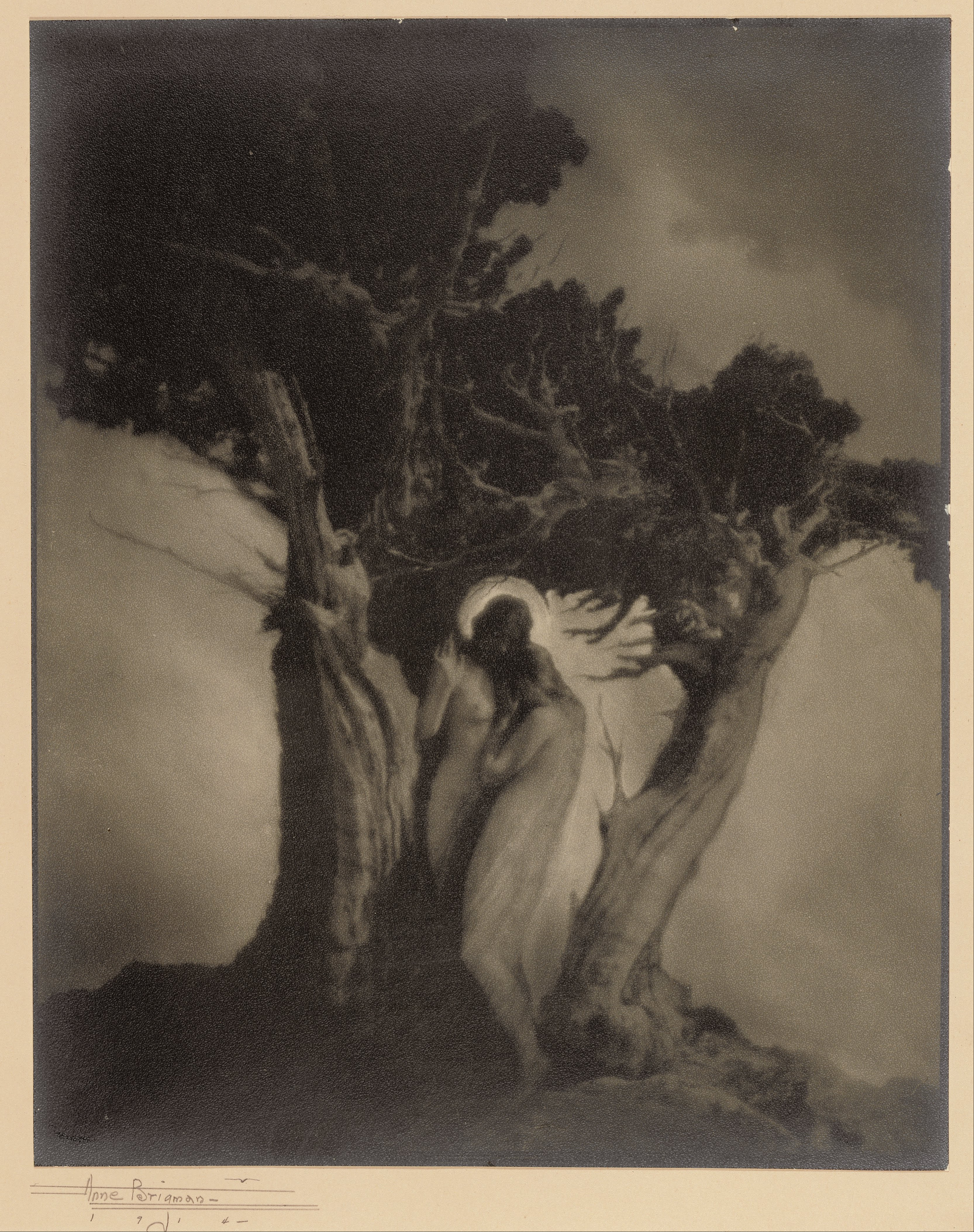
The Heart of the Storm (1914) - Gelatin silver, toned or gelatin silver bromide - Getty Center
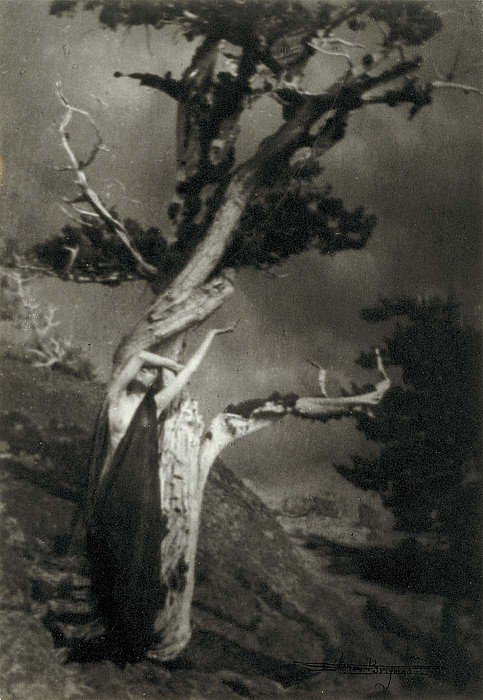
Dying cedar (1909) - Publié par Camera Work en 1909
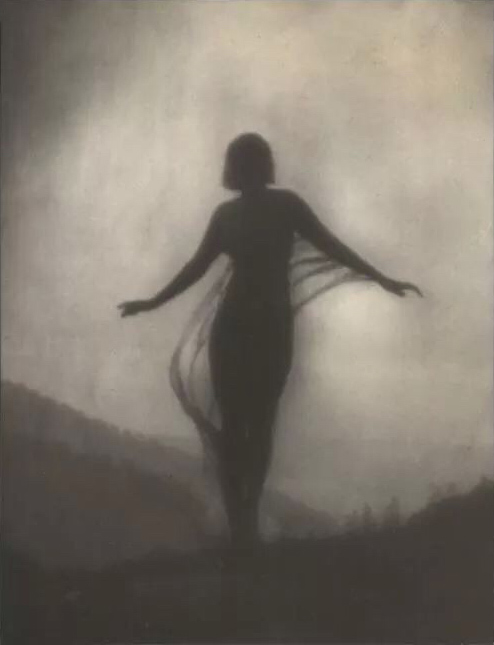
The Breeze (vers 1910)
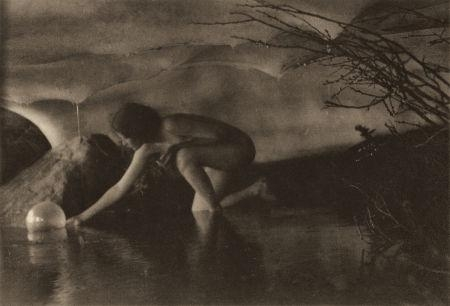
The Bubble (1909) - Publié par Camera Work
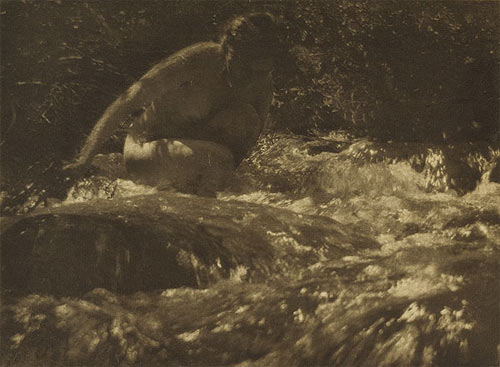
The Brook (1909)
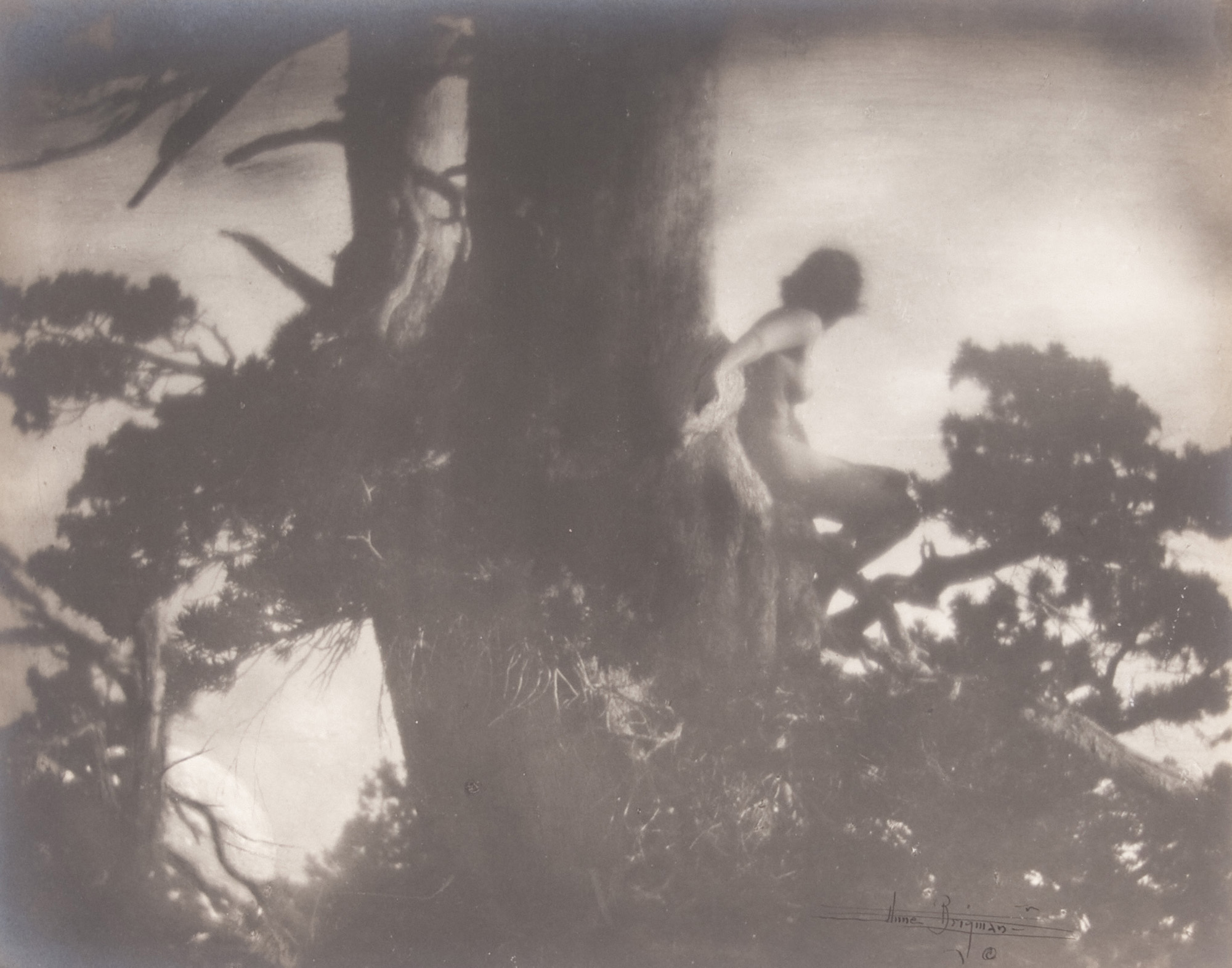
The Pine Sprite (1907) - Tirage argentique - Museum of Photographic Arts of San Diego
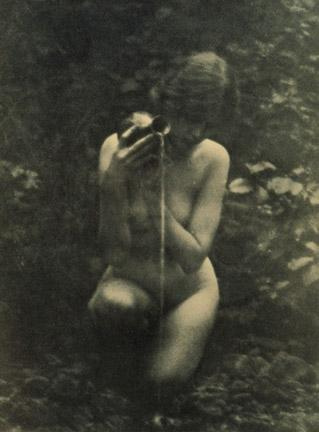
The Source (1909)
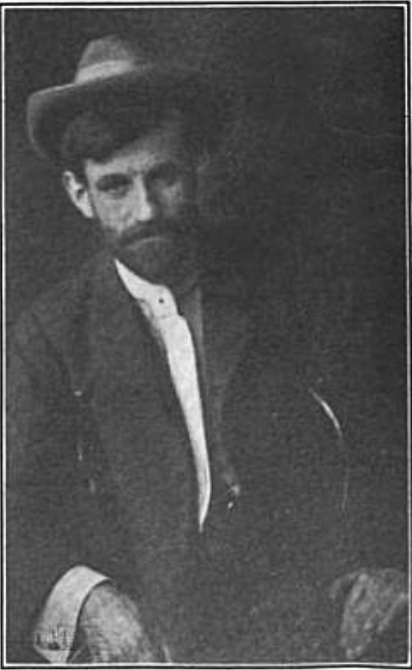
Photographie de l'écrivain Herman Whitaker (1903) - Sunset (Mars 1903, p. 465)
The Spirit of Photography (1908) - Librairie du Congrès

## Expositions
- Photographs by Anne W. Brigman, New York, The Metropolitan Museum of Art, 24 mars – 18 avril 1971
- A Poetic Vision: the Photographs of Anne Brigman, Santa Barbara, Santa Barbara Museum of Art, 1974
- Qui a peur des femmes photographes ? 1839-1945, Paris, musée d'Orsay et musée de l'Orangerie, 14 octobre 2015 – 24 janvier 2016[24]
- Anne Brigman: A Visionary in Modern Photography, Reno, Nevada Museum of Art, 29 septembre 2018 – 27 janvier 2019[25]

### Essais
- (en-US) Susan Ehrens, A Poetic Vision : The Photographs of Anne Brigman, Santa Barbara, Californie, Santa Barbara Museum of Art, 1995, 100 p. (ISBN 9780899510910, OCLC 950049428, lire en ligne),
- (en-US) Kathleen Pyne, Modernism and the Feminine Voice : O'Keeffe and the Women of the Stieglitz Circle, Berkeley, Californie, University of California Press, 2007, 390 p. (ISBN 9780520241909, OCLC 212206697, lire en ligne), p. 63-77,
- (en-US) Ann M Wolfe, Susan Ehrens,, Alexander Nemerov, Kathleen Pyne et Heather Waldroup, Anne Brigman : A Visionary in Modern Photography, New York, Rizzoli Electa, 2018, 397 p. (ISBN 9780847862870, OCLC 1089698540),
- (en-US) Kathleen A. Pyne, Anne Brigman : The Photographer of Enchantment, New Haven, Yale University Press, 2020, 231 p. (ISBN 9780300249941, OCLC 1121604856),
- (fr) Marie Roberts et Luce Lebart, Une histoire mondiale des femmes photographes, Paris, France, Textuel, 2020, 503 p. (ISBN 9782845978430, OCLC 1223521641),

### Articles et catalogues
- (en-US) Therese Thau Heyman, Anne Brigman: Pictorial Photographer : Pagan / Member of the Photo-Secession, Oakland, Californie, The Oakland Museum, Art Department,, 1974, 18 p. (OCLC 1026575654),
- (en-US) Carole Glauber, « Song of a Pagan », Photo Review,‎ 2000, p. 5 (lire en ligne),